# Račice nad Trotinou
Račice nad Trotinou è un comune della Repubblica Ceca facente parte del distretto di Hradec Králové, nella regione omonima.